# Cesare De Marchi
Œuvres principales
Il talento
Cesare De Marchi, né à Gênes le 1949, est un écrivain et traducteur italien.

## Biographie
Il obtient le prix Campiello en 1998 pour Il talento.

## Œuvres traduites en français
- La Maladie du commissaire [« La malattia del commissario »], trad. de Jean-Paul Manganaro, Paris, Éditions Gallimard, coll. « L'arpenteur. Domaine italien », 2002, 196 p.  (ISBN 2-07-075708-0)
- La Vocation [« La vocazione »], trad. de Marguerite Pozzoli, Arles, France, Actes Sud, coll. « Lettres italiennes », 2011, 318 p.  (ISBN 978-2-330-00195-7)[1]